# Astropecten indicus
Astropecten indicus är en sjöstjärneart som beskrevs av Doderlein 1888. Astropecten indicus ingår i släktet Astropecten och familjen kamsjöstjärnor. Inga underarter finns listade i Catalogue of Life.